# 친퀘 테레
친퀘 테레(Cinque Terre)는 이탈리아 북서쪽의 리구리아주에 있는 절벽과 바위로 이루어진 해안가 지역으로, 이탈리아어로 ‘다섯 개의 마을’을 의미한다. 이탈리아 라스페치아(La Spezia)의 서쪽에 위치하며 다섯 개의 마을들로 이루어져 있다. 친퀘 테레(Cinque Terre)를 이루는 "다섯 개의 땅”은 몬테로소알마레(Monterosso al Mare), 베르나차(Vernazza), 코르닐리아(Corniglia), 마나롤라(Manarola), 리오마조레(Riomaggiore), 이상 5개의 마을이 해당된다. 다섯 마을과 주변 언덕, 해변은 전부 친퀘 테레 국립공원의 일부이며 유네스코 세계 문화 유산이다. 베르나차는 이탈리아의 가장 아름다운 마을 중 하나로 알려져 있다.
친퀘 테레는 유명한 관광명소이다. 사람들은 몇 세기 동안 절벽을 포함한 바위투성이의 가파른 지형에서 리구리아해가 옅보이는 테라스들을 구축했다. 개발이 되지 않은 마을들은 친퀘 테레(Cinque Terre)의 특징이자 매력이다. 좁고 불안정한 산길로인해 내륙에서 자동차로 마을로 진입하기에는 어려움이 있어 주로 산책로, 기차, 배로 마을들이 연결되어 있다.
2011년 10월 25일에 온 폭우로 인해 홍수와 산사태가 발생해 친퀘 테레의 마을에 심각한 영향을 끼쳤다. 마을 건물들이 손상되고 9명이 홍수로 사망했으며, 특히 베르나차(Vernazza)와 몬테로소알마레(Monterosso al Mare)에 끼친 영향은 막대했다.

## 역사
친퀘 테레(Cinque Terre)의 첫 번째 역사적 문서는 11세기로 거슬러 올라간다. 다른 마을이 제노바(Genoa)의 군사 및 정치적 패권 하에 늦은 성장을 하는 동안 몬테로소(Monterosso)와 베르나차(Vernazza)가 가장 먼저 발전하기 시작했다. 16세기, 터키에 의한 공격으로부터 맞서기 위해 주민들은 옛 요새를 강화하고 새로운 방어 타워를 건설했다.
600년대부터 친퀘 테레(Cinque Terre)는 쇠락의 길을 걸었으나 14세기에 라스페치아(La Spezia)의 군사 무기고의 건설과 제노바(Genoa)와 라스페치아(La Spezia)사이의 철도 건설 덕분에 상황은 역전되었다. 철도는 고립되어 생활하던 주민들이 마을을 벗어날 수 있게 해주었고 전통적인 관습은 자취를 감추었다. 그러나 결국엔 빈곤이라는 결과를 낳아 적어도 관광산업으로 다시 부유해졌던 1970년대까지는 많은 사람들이 해외로 이민을 가게 되었다.
대부분의 가정집은 고기잡이로 돈을 벌었으며 생선을 주식으로 했다. 어부들이 연안에서 작업을 하는 동안, 그들은 자신의 집을 쉽게 볼 수 있게 집을 화려하고 다양한 색으로 칠하게 되었다. 가장들은 이러한 방식으로 아내가 집안일을 잘 하고 있는지 알아볼 수 있었다고 한다.

## 교통 및 관광
친퀘 테레(CInque Terre)로 통하는 길은 매우 적다. 베르나차(Vernazza)로 이어지는 길은 2012년 6월 개방되었으나, 복구된 지점은 대부분이 매우 좁은 편이다. 그 길은 마을에서 1/2 마일 떨어진 곳에 있는 주차장으로 연결된다. 여행을 갈 때 되도록이면 차를 타고 가지 않는 것이 좋고 어쩔 수 없이 가져가게 될 경우에는 라스페치아(La Spezia)에 주차를 해놓고 기차를 타고 마을로 들어가는 것이 좋다.
라스페치아(La Spezia)에서 제노바(Genoa) 지역까지 가는 완행 열차는 다섯 마을 전부에 정차한다. 시외 열차는 친퀘 테레(Cinque Terre)부터 밀라노(Milan), 로마(Rome), 토리노(Turin)와 토스카나(Tuscany)까지 지난다.
다섯 마을 중 코르닐리아(Corniglia)를 제외한 나머지 네 곳을 지나는 여객선도 있다. 여객선은 제노바 항구(Genova’s old Harbour), 라스페치아(La Spezia), 레리치(Lerici), 포르토 베네레(Porto Venere)를 통해 친퀘 테레(Cinque Terre)로 들어갈 수 있다.
뿐만 아니라 “하늘색 길(Sentiero Azzurro)”이라고 불리는 산책로 또한 다섯 마을을 연결한다. 휠체어 전용길이 있는 “사랑의 길(Via Dell’Amore)”은 리오마조레(Riomaggiore)에서 마나롤라(Manarola)까지의 길을 일컫는다. 2011년 10월의 폭우로 인한 손상으로 2012년 6월에 폐쇄되어 현재까지 수리 중인 마나롤라(Manarola)에서 코르닐리아(Corniglia)까지의 산책로는 끝에 368개의 계단이 있음에도 불구하고 가장 하이킹하기 쉬운 길이다.

## 숙박
- Ostello Clinque Terre. 마나롤라(Manarola)에서 가장 큰 호스텔이다.

- Ostello Corniglia. 이 호스텔은 이전에 언급된 다섯 마을에는 해당하지 않는 비아사(Biassa)에 위치하나, 라스페치아(La Spezia)와 리오마조레(Riomaggiore)에서 버스로 이동가능하다. 버스 막차는 오후 8시에 있다.

- Monastery of S. Bernadino. 코르닐리아(Corniglia)에 위치하며, 숙박시설은 방 한개당 약 60유로에 제공된다.

- Alla Porta Rosa. 마나롤라(Manarola)에 있는 아파트 형식의 숙박시설이다.

- Bed&Breakfast Marisa. 몬테로소(Monterosso)에 있는 주택식 숙박시설이다.

- Cinque Terre Holidays. 리오마조레(Riomaggiore)에 위치한 호스텔이며, 밖으로 아름다운 풍경이 보이는 방이 인당 40유로에 제공된다.

- B&B La Torretta. 마나롤라(Manarola)의 바닷가 풍경이 보이는 방과 아침을 제공한다.

### 캠핑장
텐트와 2개의 침대, 침대보를 낮은 가격에 렌트해주는 야영지가 있다. 국립공원 안에는 없으나 공원 북쪽에 있는 레반토(Levanto)에는 상당수의 캠핑장이 있으며, 허가받지 않은 캠핑은 야생 곰들로 인해 위험할 수 있어 불법이다.
- Camping Acqua Dolce. 해변에서 200m 떨어진 야영장이며 도심에 가까이 위치해 있다.

- Pian di Picche. 해변에서 1000m 떨어져 있으나, 기차역에서 200m 정도로 가까이 있다.

- Alber d’Oro. Pian di Picche와 가까운 곳에 위치한다.

다른 캠핑장은 라스페치아(La Spezia) 남쪽과 데이바 마리나(Deiva Marina)의 북쪽으로 넓게 위치해 있다. 레반토(Levanto)에는 다섯 마을을 연결하는 기차가 있으므로 좋은 장소 선택일 수 있겠다. 7, 8, 9월달에 여행을 오는 경우에는 성수기라 대부분의 숙박시설이 빠르게 자리가 잡히므로 미리 예약 하는 것이 좋다.

## 음식과 와인
친퀘테레(Cinque Terre)는 지중해에 위치하여 현지의 요리에는 해산물이 많이 들어간다. 몬테로소(Monterosso)의 멸치는 유럽 연합 (EU)에서 원산지표시보호제(Protected Designation of Origin)로 지정된 그 지역의 명물이다.
친퀘 테레(Cinque Terre)의 산 중턱은 계단식이며 포도와 올리브를 재배하는 데 사용된다. 이 지역 및 리구리아(Liguria) 지역 전체의 음식으로는 페스토 - 바질 잎, 마늘, 소금, 올리브 오일 , 잣과 페코리노 치즈로 만든 소스-가 있다. 포카치아(Focaccia)는 이 지역에서 자주 먹는 빵 식품이다.
파리나타는(Farinata)는 기본적으로 피자 전문점이나 제과점에 볼 수 있는 전형적인 이탈리아식 팬케이크으로, 병아리콩 가루로 만들어 짭짜름하고 바삭하다. 코르닐리아(Corniglia)는 벌꿀로 만든 젤라또로 유명하다.
친퀘 테레(Cinque Terre)의 포도로는 두 종류의 와인을 만든다. 지역 이름과 동일한 “친퀘 테레(Cinque Terre)”와 “샤케뜨라(Sciachetrà)” 두 종류 모두 마나롤라(Monarola)와 볼라스트라(Volastra) 사이에 위치한 친퀘테레 농업 협동조합(Cooperative Agricoltura di Cinque Terre)에서 보스코(Bosco), 알바롤라(Albarola), 베르멘티노(Vermentino) 포도로 만드는 와인이다. 다른 DOC 생산자로는 포르리니 카펠리니(Forlini - Capellini), 브란코(Buranco), 아리고니(Arrigoni) 등이 있다.
와인 외에도 이 지역에서 유명한 음료로는 그라파, 와인 제조과정에서 사과즙을 짜고 남은 찌꺼기로 만든 브랜디, 그리고 레몬첼로가 있다.

## 보존
1998년 이탈리아 환경부는 자연 환경을 보호함과 동시에 지역 경제 개발을 촉진하기 위해 친퀘테레(Cinque Terre)를 해양보호지역으로 지정했다. 1999년 생태학적 균형과 풍경을 보호하고 지역의 인류학적 가치를 지키기 위해 친퀘 테레 국립공원(Parco Nazionale delle Cinque Terre)이 설립되었다. 그럼에도 불구하고, 재배 및 테라스 벽 보존에 대한 관심이 줄어들면서 지역에 장기적인 위협이 된다는 이유로 세계 유적재단(World Monuments Fund)에 의해 2000년과 2002년 세계 유적지 관리목록(2000 and 2002 World Monuments Watch)에 등재되었다. 이 기구는 친퀘 테레의 보존에 대한 연구를 지원하기 위해 아메리칸 익스프레스에서 교부금을 확보했으며, 연구에 따라 지역 관리 계획을 만들었다.

## 친퀘 테레 부근 도시
- 보나솔라
- 라스페치아
- 레리치
- 레반토
- 포르토베네레
- 사르차나
- 볼라트스라

## 자매 도시
- 뉴질랜드 사우스랜드

## 갤러리

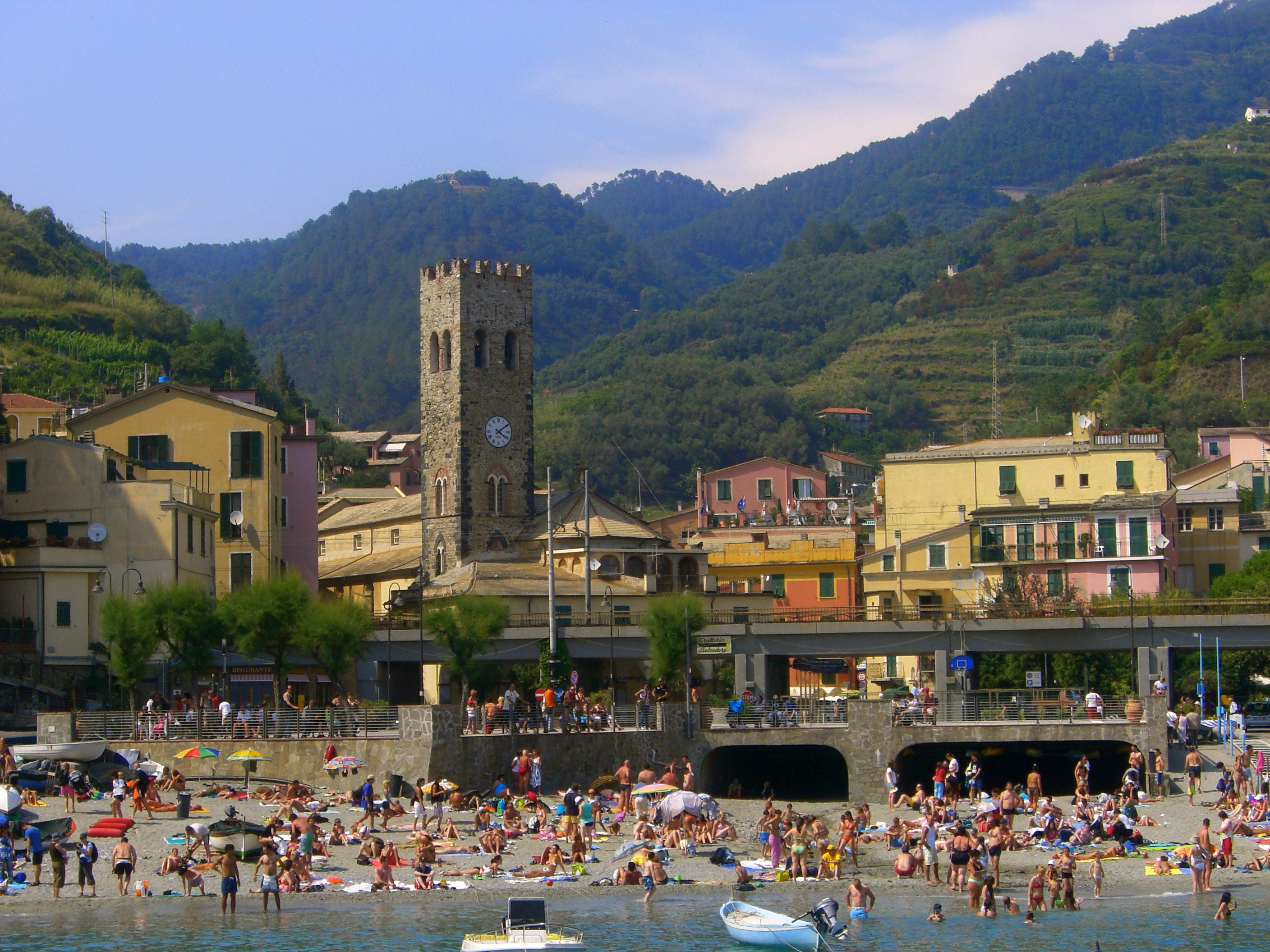
몬테레소의 해변
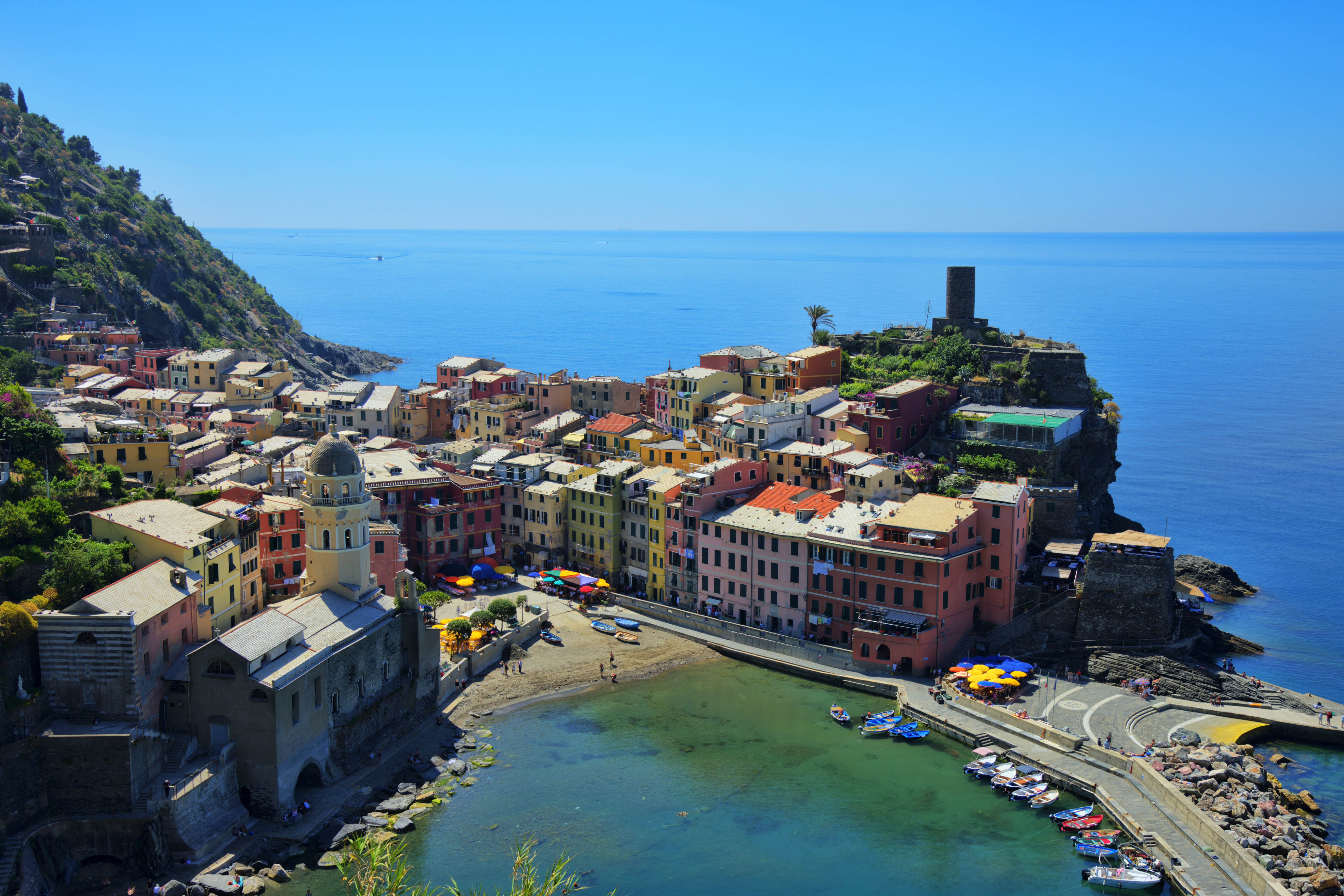
2012년 베르나차 친퀘 테레
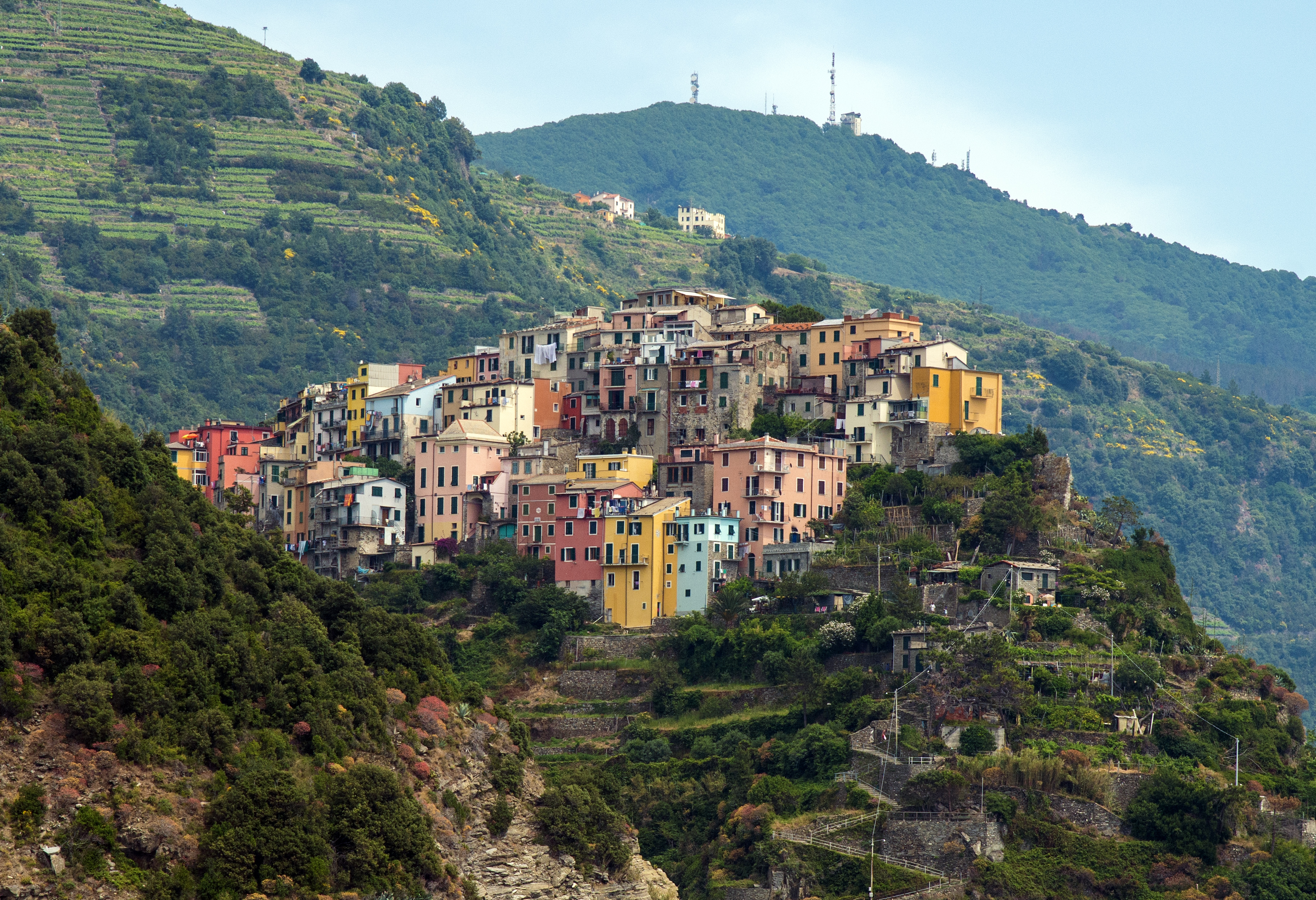
2012년 코르닐리아 친퀘 테레
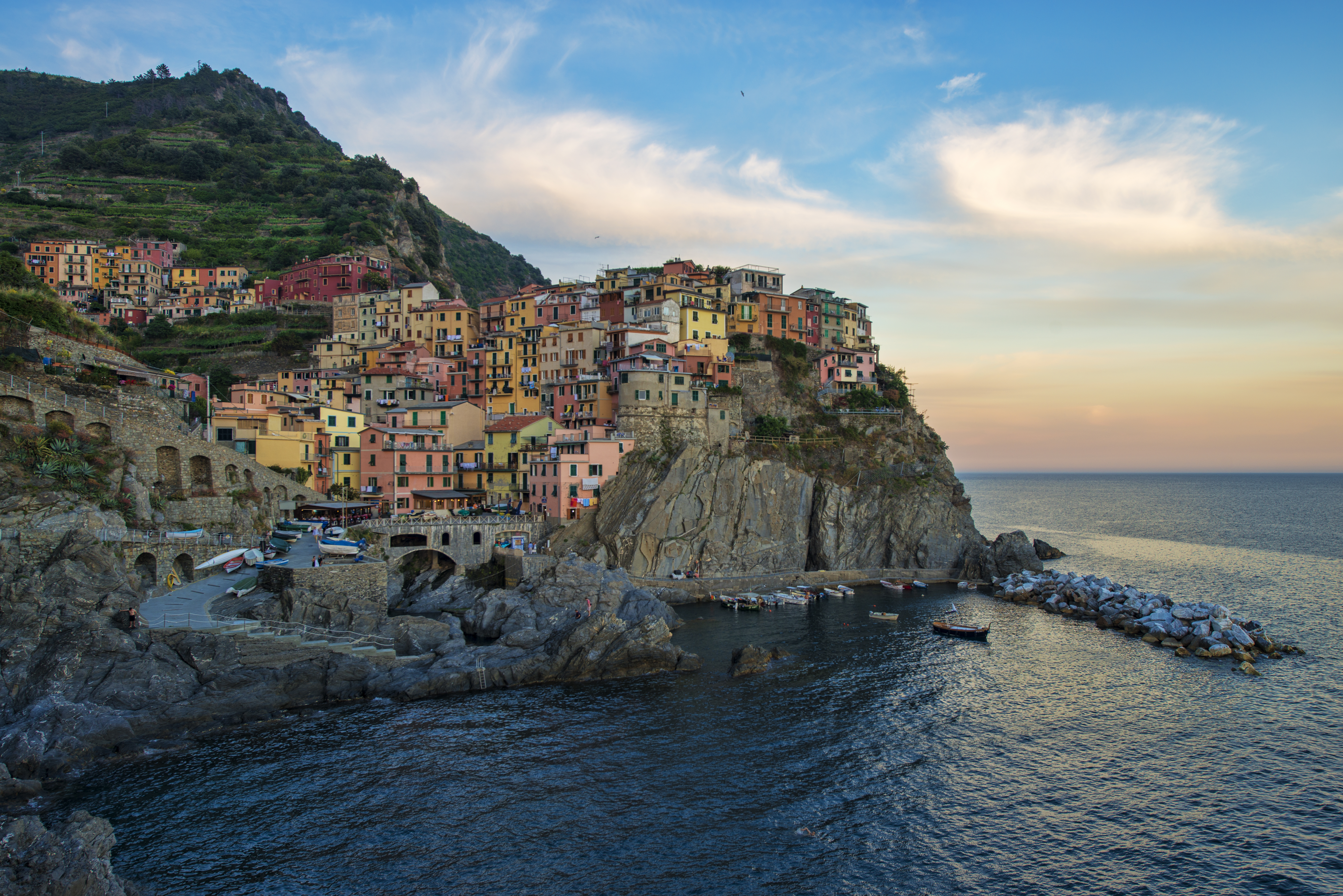
2012년 마나롤라 친퀘 테레
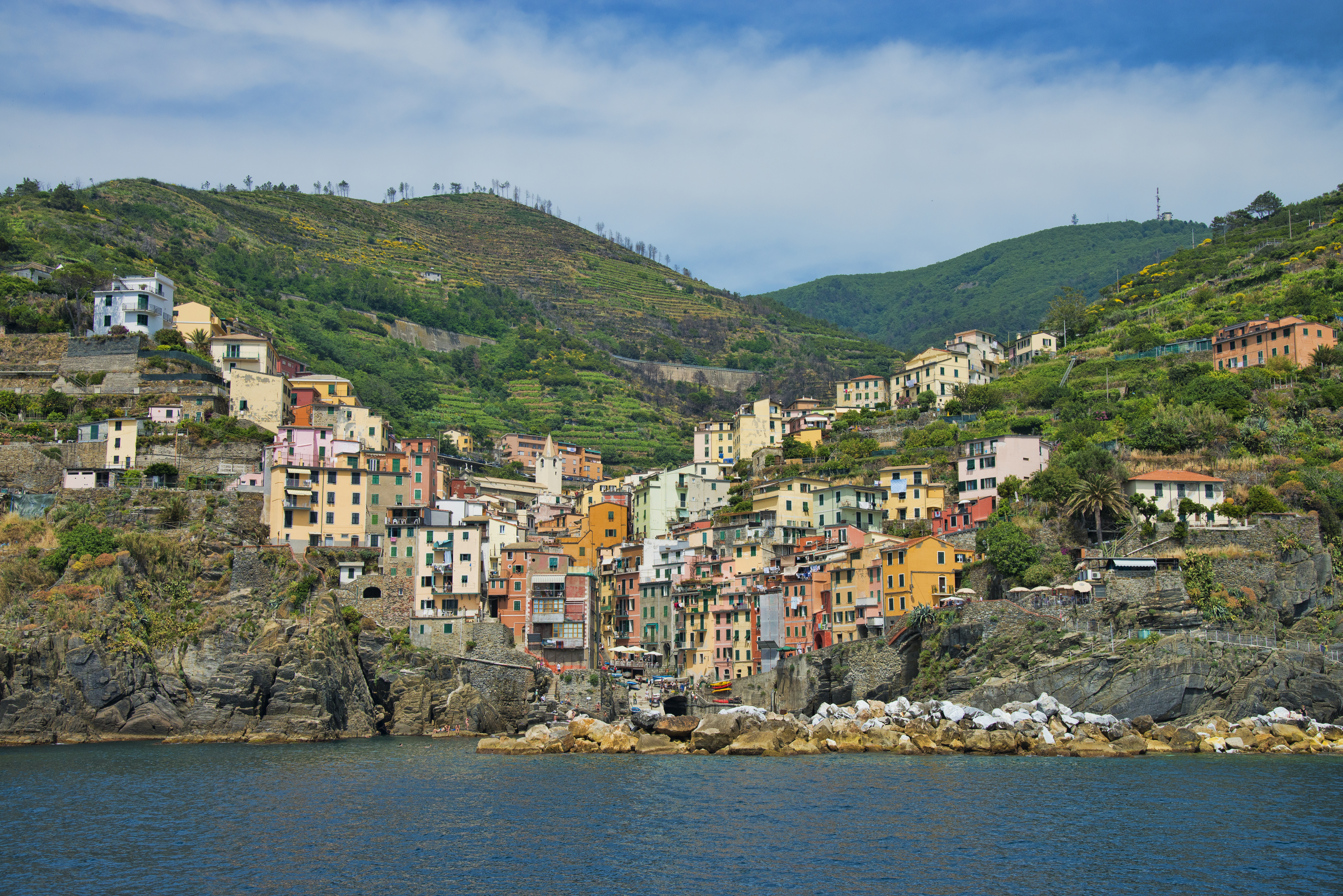
2012년 리오마조레 친퀘 테레